# Notoxus namibianus
Notoxus namibianus is een keversoort uit de familie snoerhalskevers (Anthicidae). De wetenschappelijke naam van de soort is voor het eerst geldig gepubliceerd in 1985 door Uhmann.